# Tour du Four
La Tour du Four est une tour médiévale située à Fougères, dans le département d’Ille-et-Vilaine, en région Bretagne.

## Localisation
La Tour du Four est située dans le département français d'Ille-et-Vilaine, sur la commune de Fougères. Érigée sur une parcelle cadastrée section AT, numéro 606, anciennement section B, numéro 1056, au cadastre napoléonien de Fougères établi en 1821, elle a pour adresse le 7 de la rue du Four qui porta ce nom jusqu'en 1794, rebaptisée alors rue Beaurepaire, puis rue Dauphine sous la Restauration. L'ouvrage défensif jouxte ladite rue, étroite venelle mettant en communication la rue de Verdun, anciennement du Marché, et la rue Chateaubriand, et dont l'usage carrossable est réservé aux riverains.

## Historique
La Tour du Four est un ouvrage défensif qui faisait partie des remparts est de la ville haute de Fougères reliant la Porte Roger à la Porte Saint-Léonard. Avec la Tour Saint-Nicolas, elle constitue l'un des rares vestiges encore visibles en élévation d'une section de l'enceinte urbaine fougeraise qui périclita à la fin de l'ancien régime, plus particulièrement dans la seconde partie du XVIIIe siècle, à raison d'un défaut d'entretien consécutif tant de l'inutilité de ce mode de protection que de l'afféagement des murailles de la ville et du château. Elle se trouvait plus exactement entre la Porte Roger et la Tour du Midi ou de l'échauguette aujourd'hui toutes deux disparues.

La tour, tout comme la rue qui lui est adjacente, tiennent leurs noms d'un four banal qui se trouvait à proximité, le plus important de la ville de Fougères. Si elle n'a jamais été associée à une construction architecturale de type porte ou poterne, cette tour voisina au siècle des lumières avec une brèche pratiquée dans la muraille auquel fut abusivement donné le nom de Porte Thuolays ou Tiotais.

## Architecture
La Tour du Four est une construction du XVe siècle qui aurait été édifiée peu de temps avant 1468. Il n'en reste que la base, faite de petits moellons de cornéenne ou de granite, et ceinturée à mi-hauteur par un bandeau de pierres de taille de cette dernière roche magmatique. Cet ouvrage militaire, autrefois équipé de canonnières, est aujourd'hui fortement arasé dans sa partie circulaire, laquelle sert de balcon à une maison de maître établie sur l'arrière : il s'agit de l'hôtel Le Beschu de Champsavin, érigé à la fin du XVIIIe siècle. L'édifice est inscrit au titre des monuments historiques depuis le 15 décembre 1926.